# Seu de Leiria
La Seu de Leiria (segle xvi) és al centre de la ciutat de Leiria, al districte de Leiria, a Portugal.
Construïda durant la creació de la diòcesi de Leiria, aquesta important catedral manierista fou classificada com a Monument Nacional a novembre del 2014 (Decret núm. 30/2014, DR, 2a sèrie, núm. 224 de 19 novembre 2014).

## Història
A petició de Joan III al papa Pau III, la diòcesi de Leiria es creà el 22 de maig de 1545 per la butla Pro Excellenti. Donades les dimensions reduïdes dels temples llavors existents a Leiria (esglésies de Nossa Senhora da Pena i Sâo Pedro), calia un nou edifici apropiat a les noves exigències.(1)
La Seu es fundà a mitjan segle xvi pel humanista Frei Brás de Barros, bisbe de Leiria des de la creació de la nova diòcesi. Començà a edificar-se al 1559 per Afonso Álvares (el disseny, però, podria ser de Miguel de Arruda, sogre d'Afonso Álvares). El 1574, any de la consagració del temple, el canonge passà de l'església de Sâo Pedro a la nova catedral, encara incompleta. Després de la mort d'Afonso Álvares, al 1575, n'assumiren les obres Baltasar Álvares i João Turriano (altres obres de recuperació se'n feren en segles posteriors).(1)
El terratrèmol de 1755 provocà seriosos danys a la façana principal, i se'n reconstruí l'any següent. També a causa del sisme, el 1772 se'n construí un nou campanar, en estil barroc, al lloc d'implantació inicial (lluny de la Seu, junt a una de les antigues portes de la muralla del castell, la Porta del Sol). Durant la Guerra del Francés (1810), un incendi destruí parcialment l'interior de l'església.(1)

## Característiques
La Seu de Leiria és una edificação sòbria, de característiques manieristes. Estructuralment té afinitats amb les catedrals contemporànies (Portalegre i Miranda do Douro). Tot i dins el programa classicista del Renaixement, revela alguns traços de l'herència gòtica, i elements característics de períodes posteriors, en concret barrocs. Té planta en creu llatina, composta per tres naus d'igual alçada (separades per pilars de secció cruciforme) i cobertes amb voltes de nervis i en estrela. La sagristia, de planta rectangular, té coberta de voltes de nervis i parets amb carreus de taulellets policroms.(1)

La capçalera, tripartida, és formada per dues absidioles i capçalera central, amb cobertes amb voltes. L'absis data del s. XVII i és de Baltasar Álvares i João Turriano; inclou un retaule amb pintures de Simão Rodrigues. El claustre, de dos pisos, disposa de tres ales i un pati central; té connexió amb el cos de l'església pels braços del transsepte i la capella major. El campanar se separa de l'església i s'articula com a casa del campaner; presenta dos vans de volta perfecta (i fou restaurat en el segle XXI).

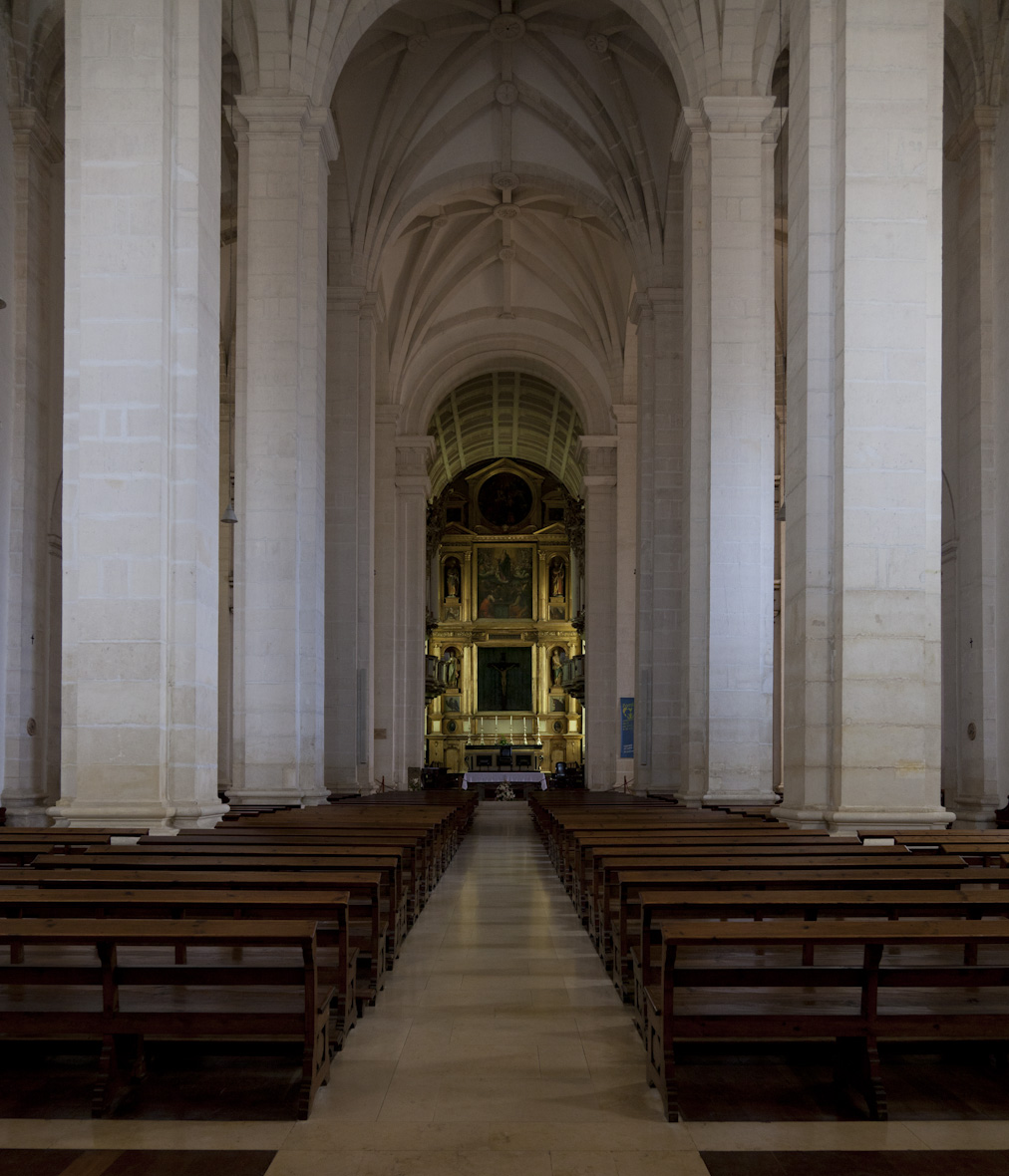
Interior de l'església
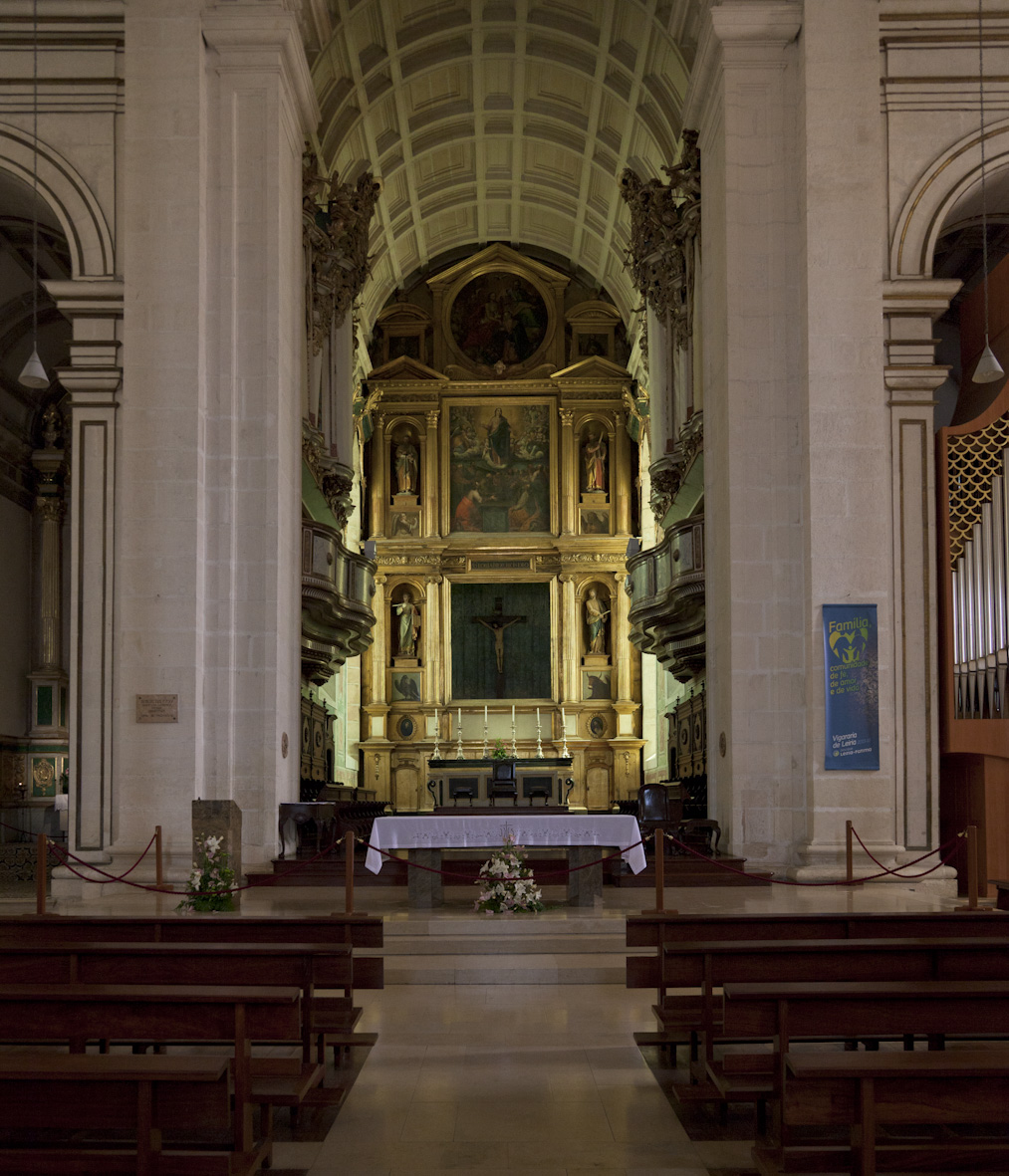
Capella major
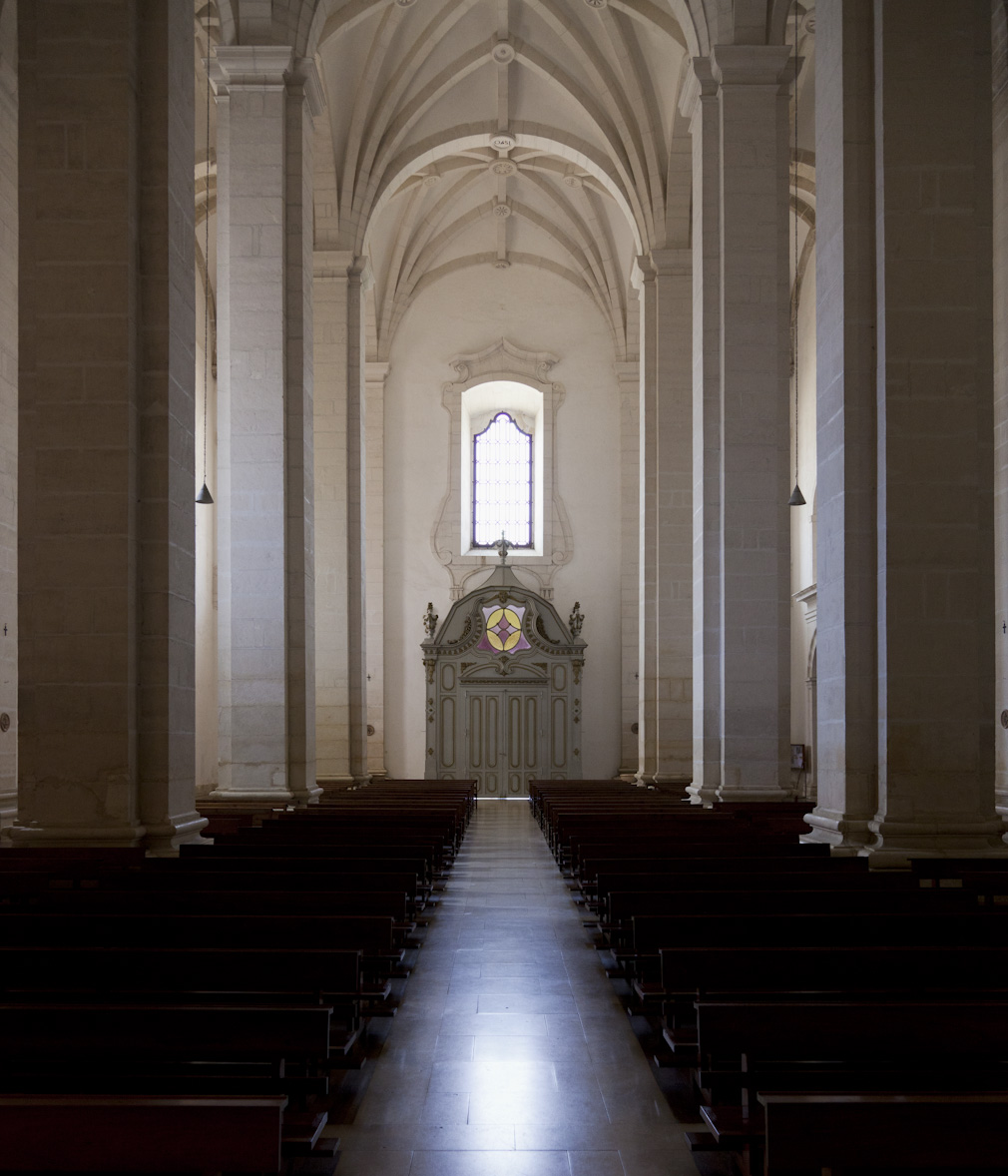
Interior de l'església
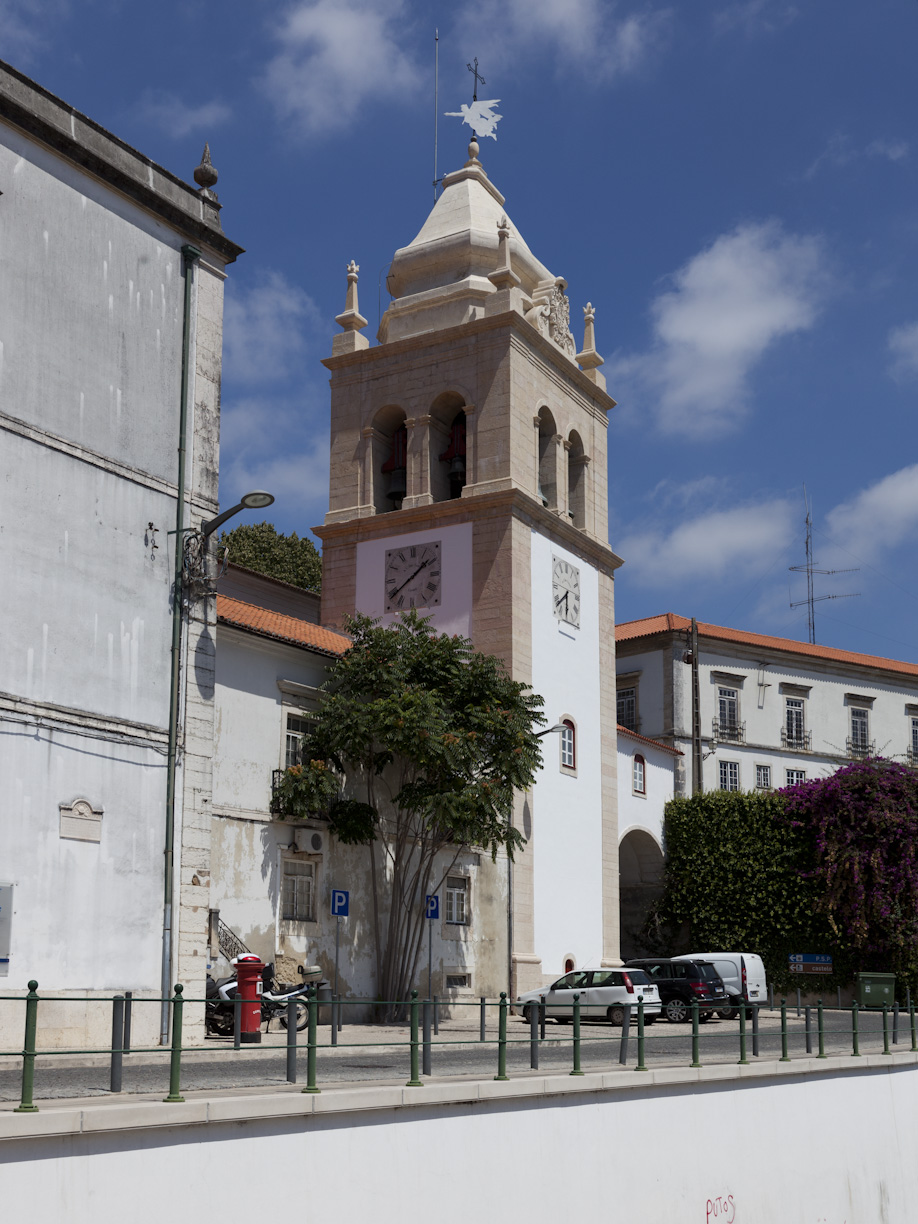
Campanar